# لوبولا
لوبولا (به لاتین: Lubola) یک روستا در لهستان است که در گمینا پنچنگو واقع شده‌است.